# 吉恩·沃爾夫
吉恩·沃爾夫（英語：Gene Wolfe，1931年5月7日—2019年4月14日），又譯金恩·沃夫，是美國的科幻及奇幻小說作家。他以受到天主教信仰所影響，充滿暗喻的散文而聞名，在他與天主教徒結婚後則開始採取這種寫作方式。他是多產的短篇故事小說家，曾各獲得兩次星雲獎與世界奇幻獎。也獲得四次的Campbell Memorial Award與Locus Award four。他也曾多次獲得名雨果獎提名，在1996年沃爾夫榮獲世界奇幻獎所頒發的終身成就獎。
在德州農工大學就學期間，沃爾夫在 The Commentator（學生文學月刊）出版了他第一本的推理小說。沃爾夫在大學第三年時休學，參與了韓戰的入伍徵召。在回到美國之後他成為了一名機械工程師，並就讀於休士頓大學以取得學位。在退休成為全職作者之前，他編輯了許多年的工程評論期刊Plant Engineering。他較為人所知的工程成就是研發了用於品客洋芋片產品的的機械，特別是在於調理洋芋片的相關機器。
吉恩·沃爾夫曾在自傳中透露他是美國20世紀初的小說家湯瑪士·沃爾夫（Thomas Wolfe）的遠親。

## 成就
沃爾夫最知名也最受推崇的成就，即是其所撰寫的數冊重量級小說系列The Book of the New Sun。故事背景為荒涼的、遙遠的未來世界（與Jack Vance的Dying Earth系列相似，沃爾夫即被此書啟發與影響）。故事情節是描述Severian這位拷打者的見習生，因對死刑犯顯露同情心的罪刑而被流放。此系列小說出版了數次，包含1980年的The Shadow of the Torturer、1981年的The Claw of the Conciliator 都獲得了星雲獎的"最佳小說獎" 。1982年出版The Sword of the Lictor、1983年The Citadel of the Autarch以及本系列完結篇1987年的The Urth of the New Sun 。結局有些許鬆散，但一般認為那是分開的創作。許多沃爾夫關於The Book of the New Sun的寫作紀錄則是發表於1982年的The Castle of the Otter （這篇題目是提到了在Locus雜誌對於第四集的印刷錯誤）。
在90年代，沃爾夫兩部相同領域的作品。第一本是The Book of the New Sun，第二本則是The Book of the Long Sun，架構成為1993年的小說Nightside the Long Sun、1994年的Lake of the Long Sun、1994年Caldé of the Long Sun與1996年的Exodus From the Long Sun 。這些故事是一位小型教區的牧師，致力於對抗他所在的城邦的政治陰謀為故事背景。沃爾夫稍後撰寫了同類型的續集，包含了1999年由 On Blue's Waters 、2000年In Green's Jungles與2001年的Return to the Whorl所組成的The Book of the Short Sun系列。描寫一群到達姊妹星球《Blue and Green》的殖民地居民的故事，三個Sun作品（即The Book of the New Sun、The Book of the Long Sun與The Book of the Short Sun）一般被認為是他最受歡迎的創作，全系列常被統一稱為"Solar Cycle"（太陽系）。
沃爾夫也曾撰寫多部獨立背景的小說，他第一本長篇小說作品Operation Ares是由Berkley Books在1970年出版，但並未成功。他接續著寫的兩部長篇小說Peace與The Fifth Head of Cerberus則獲得極高的推崇。前一本看似隨意的敘事法描寫了"Alden Dennis Weer"這位有著許多秘密的男人，在神秘的狀況下回顧了自己的一生。著作The Fifth Head of Cerberus是三部小說的總集（也可說是一本分成三大部分的小說），故事情節是關於殖民地居民的回憶與每個人天生的個性。在第一部份的故事是本書命名的由來，也獲得了星雲獎的"最佳小說獎"肯定。
沃爾夫經常創造"不肯定的敘事手法"來描述他的故事。根據沃爾夫的說法是因為：" 真實的人們的確在所有時間裡都是不可靠的敘事人，即使他們嘗試要讓自己的敘述變的可靠。" 有時是因為這個人的天真與單純（Pandora by Holly Hollander、The Knight），或並不是特別的具有智慧（There Are Doors），或者是因為不會永遠是誠實的（The Book of the New Sun），或者是正遭受重症的痛苦（Latro in Soldier of the Mist，在24小時內就會馬上忘記所有的事情）。
有些讀者發現沃爾夫"不肯定的敘事手法"使人感到困惑，此一觀點是在於如果讀者不能信任其敘述，那也就不能定義文章的主題涵意。也有人認為，這樣的手法會要求讀者更下功夫，這樣轉意的方式反而能創造了更多的空間，能讓讀者自行去發現和探索更多的意義，沃爾夫論述鼓舞了各種類型的讀者。他本人曾在給尼爾·蓋曼的信件裡說到："我對好的文學的定義，是能夠給有教育及經驗的讀者閱讀的內容，並且在重新閱讀時仍能增加趣味。"

## 重要地位
即使並不是最暢銷的作者，沃爾夫仍取得書評與書迷高度的推崇，也被視為是最佳的科幻小說作者之一。曾獲獎的科幻小說作者Michael Swanwick就曾說： "吉恩·沃爾夫是當今仍在世的英文文學創作人中，最偉大的一位。讓我來這樣讚揚：他就是在世的英語創作作者中最偉大的一位，我是真的這樣認為。莎士比亞是較有風格的名作家、赫尔曼·梅尔维尔對美國文學來說有更重要的地位、而查尔斯·狄更斯在創造人物上有神來之筆。但是若談到仍在世的作家，無人能及沃爾夫在文章上的天分與造詣。其創作有清澈的思想與深度的涵意。"
在其他的作者中，作家Neil Gaiman與Patrick O'Leary則讚美沃爾夫的靈感，"O'Leary"曾說：" 忘了"推理小說"標籤吧！吉恩·沃爾夫是在世最棒的作家。就像沃爾夫 曾說的－《所有的小說都是幻想的產物，但有些反而更為實在。》無人能及，我的意思是完全沒有任何一個人，能接近其藝術的創作。""O'Leary " 也曾寫下了一篇廣泛討論關於沃爾夫藝術天分的評論，標題是 "如果這裡曾有個天才"，可以在他的創作集Other Voices, Other Doors與他的個人網站中看見本文。 
沃爾夫書迷尊敬他許多的貢獻，而 one Internet mailing list （页面存档备份，存于）（始於1996年11月）則是獻給他十多年來龐大的成就，其中有對他創作數千篇的討論與解釋。同樣的，許多分析與註釋曾被出版成為愛好者雜誌的小冊子─（e. g. Lexicon Urthus ISBN 0964279592）。
在問到Thomas Disch誰是"最被過譽的"與"最被低估的"作者時，Thomas分別給了以撒·艾西莫夫與吉恩·沃爾夫這兩個答案，他尊敬的寫下了："...有太多人在獲獎之後已經因江郎才盡而消失，只有一個例外就是沃爾夫...在1980年與1982年的其間他出版了The Book of the New Sun，是一部充滿智慧、優雅的四部曲，而其在"杜比實驗室"的VistaVision中的創作也十分文雅。以太空歌劇的方式想像了一場星際大戰Star Wars，承襲卻斯特頓在宗教觀改變的痛苦思考，沃爾夫繼續著完全共鳴的創作。這樣時光交錯的成就將永不會過時。"

## 作品列表

### 小說
- Operation Ares (1970)
- The Fifth Head of Cerberus (1972)
- Peace (1975)
- The Devil in a Forest (1976)
- The Book of the New Sun
  - The Shadow of the Torturer (1980)
  - The Claw of the Conciliator (1981)
  - The Sword of the Lictor (1982)
  - The Citadel of the Autarch (1983)
- Free Live Free (1984)
- The Urth of the New Sun (1987)
- The Soldier series
  - Soldier of the Mist (1986)
  - Soldier of Arete (1989)
  - Soldier of Sidon (2006)
- There Are Doors (1988)
- Castleview (1990)
- Pandora, By Holly Hollander (1990)
- The Book of the Long Sun
  - Nightside the Long Sun (1993)
  - Lake of the Long Sun (1994)
  - Caldé of the Long Sun (1994)
  - Exodus From the Long Sun (1996)
- The Book of the Short Sun
  - On Blue's Waters (1999)
  - In Green's Jungles (2000)
  - Return to the Whorl (2001)
- Latro in the Mist (2003) - omnibus collection of Soldier of the Mist and Soldier of Arete
- The Wizard Knight
  - The Knight (2004)
  - The Wizard (2004)
- Pirate Freedom (forthcoming, November 2007)

### 故事集
- The Island of Doctor Death and Other Stories and Other Stories (1980)（並不是錯誤而是一個文字玩笑，主題故事是 "The Island of Doctor Death and Other Stories"。除此之外選集中還包括了"The Doctor of Death Island" 與"The Death of Doctor Island"，獲得了星雲獎的最佳小說獎項。）
- Gene Wolfe's Book of Days (1981)
- The Wolfe Archipelago (1983), consisting of: 
  - "The Island of Doctor Death and Other Stories" (1970)
  - "The Island of Doctor Death" (1970)
  - "The Death of Doctor Island" (1973)
  - "The Doctor of Death Island" (1978)
  - "Death of the Island Doctor" (1983)
- Plan(e)t Engineering (1984)
- Bibliomen (1984)
- Storeys from the Old Hotel (1988) （贏得了世界奇幻獎的最佳選集獎）
- Endangered Species (1989)
- Castle of Days (1992)
- The Young Wolfe (1992)
- Strange Travelers (2000)
- Innocents Aboard (2004)
- Starwater Strains (2005)

### 低價故事書
沃爾夫曾出版多部短篇廉價書，有時會收錄在他的選集中重新出版，像是"Empires of Foliage and Flower"就收錄在Starwater Strains中重新出版過。
- At the Point of Capricorn (1983年)
- The Boy Who Hooked the Sun (1985年)
- Empires of Foliage and Flower: A Tale From the Book of the Wonders of Urth and Sky (1987年)
- The Arimaspian Legacy (1988年)
- Slow Children at Play (1989年)
- The Old Woman Whose Rolling Pin is the Sun (1991年)
- The Case of the Vanishing Ghost (1991年)
- Talk of Mandrakes (2003年)
- Christmas Inn (2005年)
- Strange Birds (2006年)

### 其他作品
- The Castle of the Otter（是The Book of the New Sun的指南，稍後收錄至Castle of Days）
- Letters Home
- Shadows of the New Sun: Essays (2007)
- 關於Neil Gaiman的Sandman: Fables and Reflections的介紹。
- A Walking Tour of the Shambles（與Neil Gaiman合著）(2002)
- Vera Nazarian'的Salt of the Air介紹。 (2006)

## 外部連結
- 網路推理小說資料庫上的Gene Wolfe
- Paul Duggan's Wolfe site
- Gene Wolfe's online fiction at Free Speculative Fiction Online
- The Urth Mailing List （页面存档备份，存于）, for discussion of Wolfe's work
- Overview of Wolfe's work in Washington Post Book World by the SF critic Nick GeversArchive.today的存檔，存档日期2012-12-08
- Wolfe and Pringles
- How to Read Gene Wolfe （页面存档备份，存于） by Neil Gaiman

### 沃爾夫的訪問
- Interview in Science Fiction Studies in 1988 by Larry McCaffery（页面存档备份，存于）
- A long 2002 interview at Scifi.com （页面存档备份，存于）
- The 1998 Nova Express Interview with Wolfe, conducted by Lawrence Person [2]
- 2002 interview by Neil Gaiman （页面存档备份，存于） in Locus magazine (excerpt)
- Patrick O'Leary interview in which he expounds at length on Gene Wolfe （页面存档备份，存于）
- PDF file of a scanned 1993 Barrington Courier-Review, under the letter W （页面存档备份，存于）
- Page with a Wolfe audio interview from World Fantasy Convention 1993 by Dave Romm

### 網路上可見的作品
- The Case of the Vanishing Ghost （页面存档备份，存于）
- Easter Sunday （页面存档备份，存于）
- Paul's Treehouse （页面存档备份，存于）
- Castaway （页面存档备份，存于）
- Copperhead （页面存档备份，存于）
- Under Hill （页面存档备份，存于）
- The Best Introduction to the Mountains
- Unrequited Love